# Duhem-Margules-Gleichung
Die Duhem–Margules-Gleichung ist eine thermodynamische Aussage über die Beziehung zweier Teilchensorten einer Flüssigkeit, bei welcher der Dampf als Ideales Gas betrachtet werden kann.
Sie ist benannt nach Pierre Duhem und Max Margules.
{\displaystyle \left({\frac {d\ln \,P_{A}}{d\ln \,x_{A}}}\right)_{T,P}=\left({\frac {d\ln \,P_{B}}{d\ln \,x_{B}}}\right)_{T,P}},
Dabei sind PA und PB die Partialdrücke des Dampfes der beiden Bestandteile sowie xA und xB sind die Stoffmengenanteile der Flüssigkeiten.